# Ведомости Санкт-Петербургского Градоначальства и Столичной полиции
Ве́домости Санкт-Петербу́ргского Градонача́льства и Столи́чной поли́ции — подписная ежедневная газета городской управы Санкт-Петербурга. Выходила с июля 1839 года по февраль 1917 года.

## Описание
Газета начала выходить в июле 1839 года и первые три года носила название «Ведомости Санкт-петербургской городской полиции». Периодичность издания постоянно менялась, первые три года газета выходила дважды в неделю, после три раза в неделю и наконец ежедневно, исключая после праздничные дни. Газета должна была сделать общение властей с населением более удобным.
Газета делилась на официальную и неофициальную части. В неофициальной части газеты печатали список петербургских происшествий, а также частные объявления. После стали печатать библиографические заметки о книгах и новости культурной жизни Петербурга. Главным образом эти заметки выходили в разделе «Смесь», а с 1843 в разделе «Фельетон». После реформ 60-х годов тематика газеты заметно расширилась, появились заметки о политических новостях, международная хроника, отчеты о судебных процессах. Материалы носили скорее справочный характер, часто заметки перепечатывались из других газет. Большое место в газете продолжали занимать официальные материалы и полицейская хроника. В качестве приложений газета печатала приказы и распоряжения полицейских и городских властей, списки присяжных заседателей, очередных и запасных, а также другие официальные документы.
Газета прекратила существование вскоре после Февральской революции 1917 года. В марте-июне 1917 г. в Петрограде выходила газета «Ведомости общественного градоначальства», в июне-ноябре - «Вестник городского самоуправления», которые де-факто являлись преемниками «Ведомостей Петроградского градоначальства» 

## Редакторы
- № 1(1839) — № 54(1849) — В. Межевич;
- № 55(1849) — № 128(1849) — И. Мокрицкий;
- № 129(1849) — № 278(1851) — Евгений Корш;
- № 279(1851) — № 57(1852) — А. Камиенко;
- № 58(1852) — № 201(1855) — Е. Фурман;
- № 202(1855) — № 246(1856) — А. Камиенко;
- № 247(1856) — № 118(1862) — Е. Огородников;
- № 119(1862) — № 249(1862)— В. Гибнер;
- № 250(1862) — № 178(1866) — Ротчев;
- № 179(1866) — № 187(1866) — В. Гибнер;
- № 188(1866) — № 22(1868) — Н. Флиге;
- № 23(1868) — № 45(1868) — Н. Михно;
- № 46(1868) — № 133(1868) — С. В. Максимов;
- № 134(1868) — № 171(1868)  — В. Гибнер;
- № 172(1868) — опять Максимов.